# Эшурньяк
Эшурнья́к (фр. Échourgnac) — коммуна во Франции, находится в регионе Аквитания. Департамент — Дордонь. Входит в состав кантона Монпон-Менестероль. Округ коммуны — Перигё.
Код INSEE коммуны — 24159.

## География

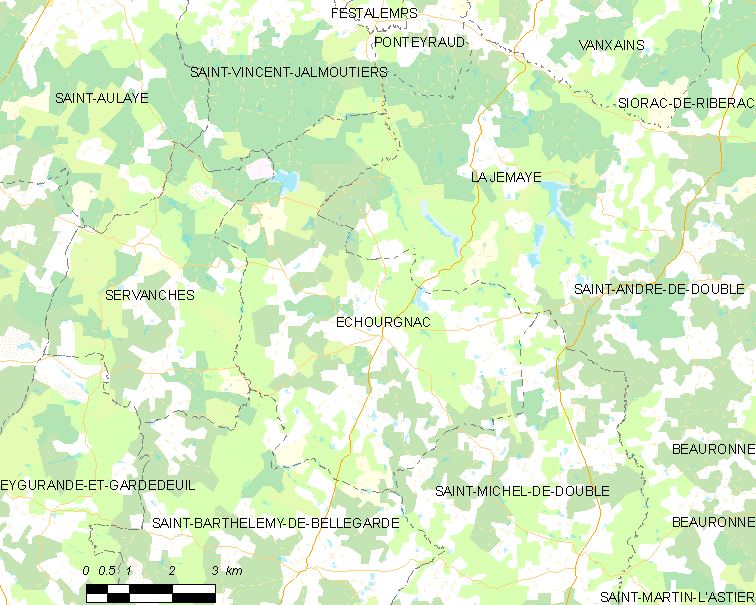
Карта коммуны

Коммуна расположена приблизительно в 450 км к юго-западу от Парижа, в 75 км северо-восточнее Бордо, в 39 км к западу от Перигё.

### Климат
Климат умеренный океанический со средним уровнем осадков, которые выпадают преимущественно зимой. Лето здесь долгое и тёплое, однако также довольно влажное, здесь не бывает регулярных периодов летней засухи. Средняя температура января — 5 °C, июля — 18 °C. Изредка вследствие стечения неблагоприятных погодных условий может наблюдаться непродолжительная засуха или случаются поздние заморозки. Климат меняется очень часто, как в течение сезона, так и год от года.

## Население
Население коммуны на 2010 год составляло 416 человек.
| 1962 | 1968 | 1975 | 1982 | 1990 | 1999 | 2010 |
| ---- | ---- | ---- | ---- | ---- | ---- | ---- |
| 511  | 445  | 401  | 443  | 411  | 402  | 416  |

## Администрация
| Период | Период | Фамилия         | Партия       | Примечания |
| ------ | ------ | --------------- | ------------ | ---------- |
| 1990   | 2008   | Мишель Шинаге   |              |            |
| 2008   | 2020   | Патрик Сегонзак | беспартийный |            |

## Экономика
В 2010 году среди 257 человек трудоспособного возраста (15-64 лет) 180 были экономически активными, 77 — неактивными (показатель активности — 70,0 %, в 1999 году было 72,6 %). Из 180 активных жителей работали 152 человека (83 мужчины и 69 женщин), безработных было 28 (5 мужчин и 23 женщины). Среди 77 неактивных 12 человек были учениками или студентами, 34 — пенсионерами, 31 были неактивными по другим причинам.

## Достопримечательности
- Аббатство Нотр-Дам (фр., 1868 год)
- Церковь Успения Пресвятой Богородицы (XIX век)
- Поместье Парко (1844 год). Исторический памятник с 1992 года[5]

## Фотогалерея

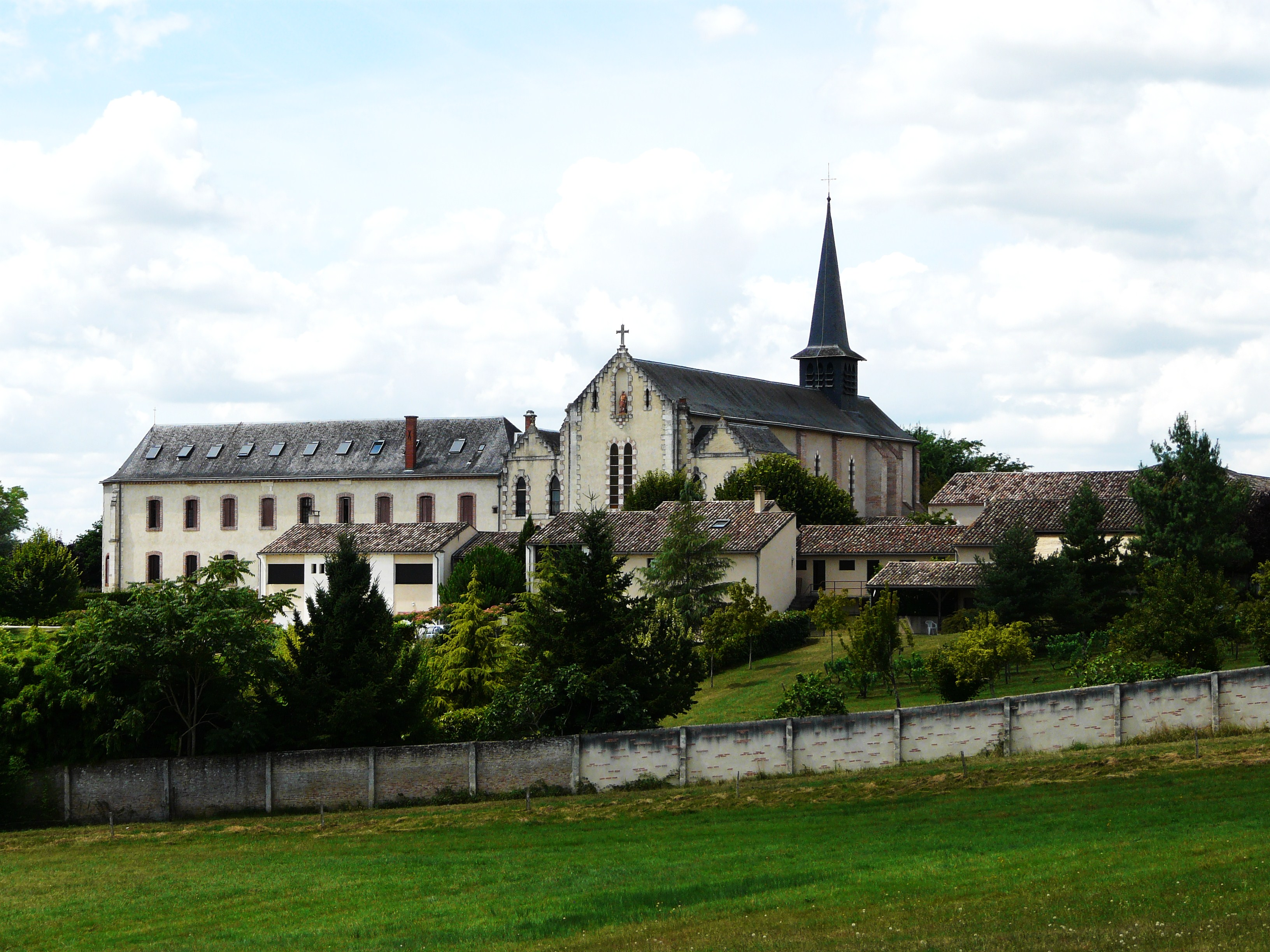
Аббатство Нотр-Дам
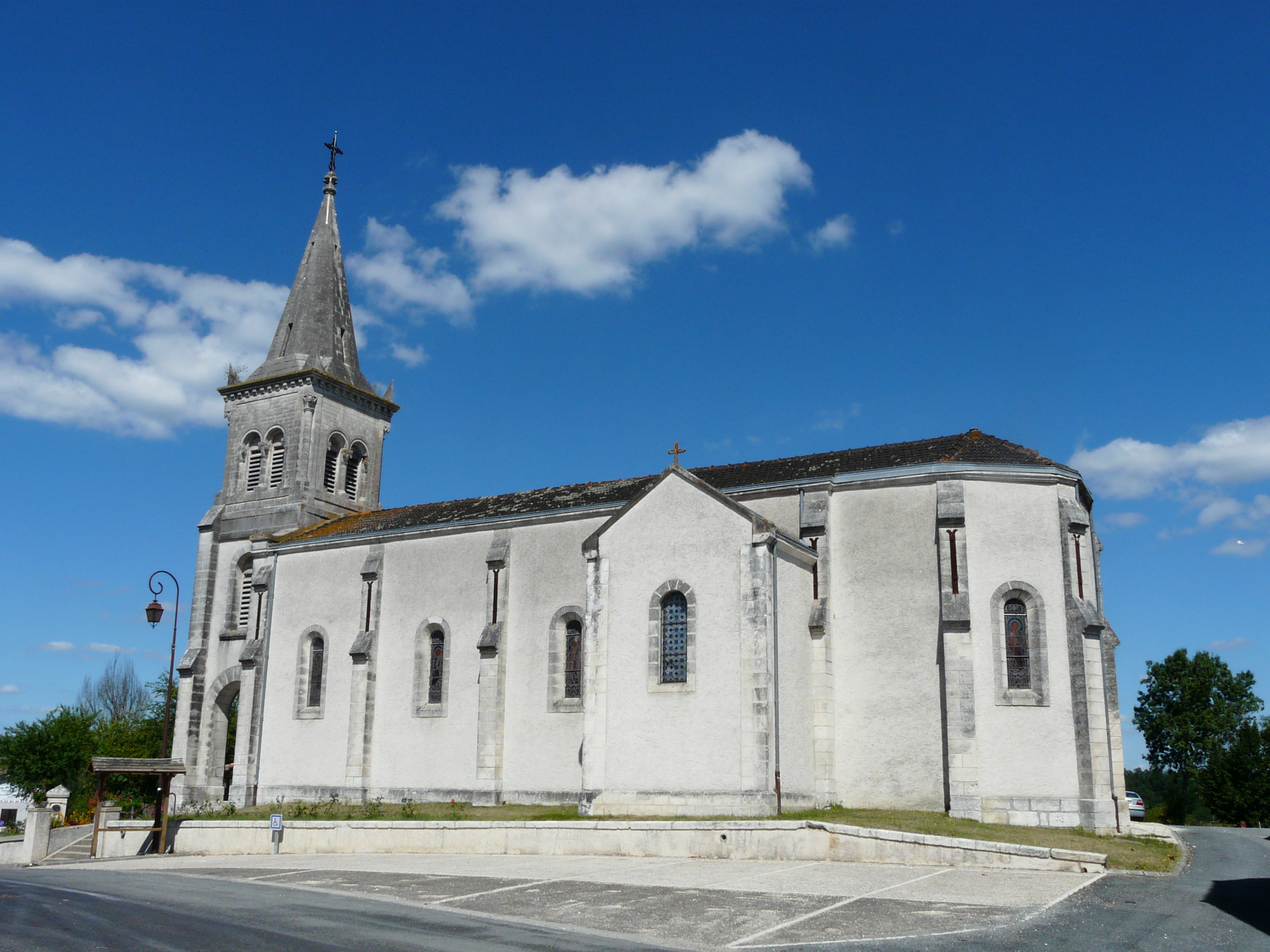
Церковь Успения Пресвятой Богородицы
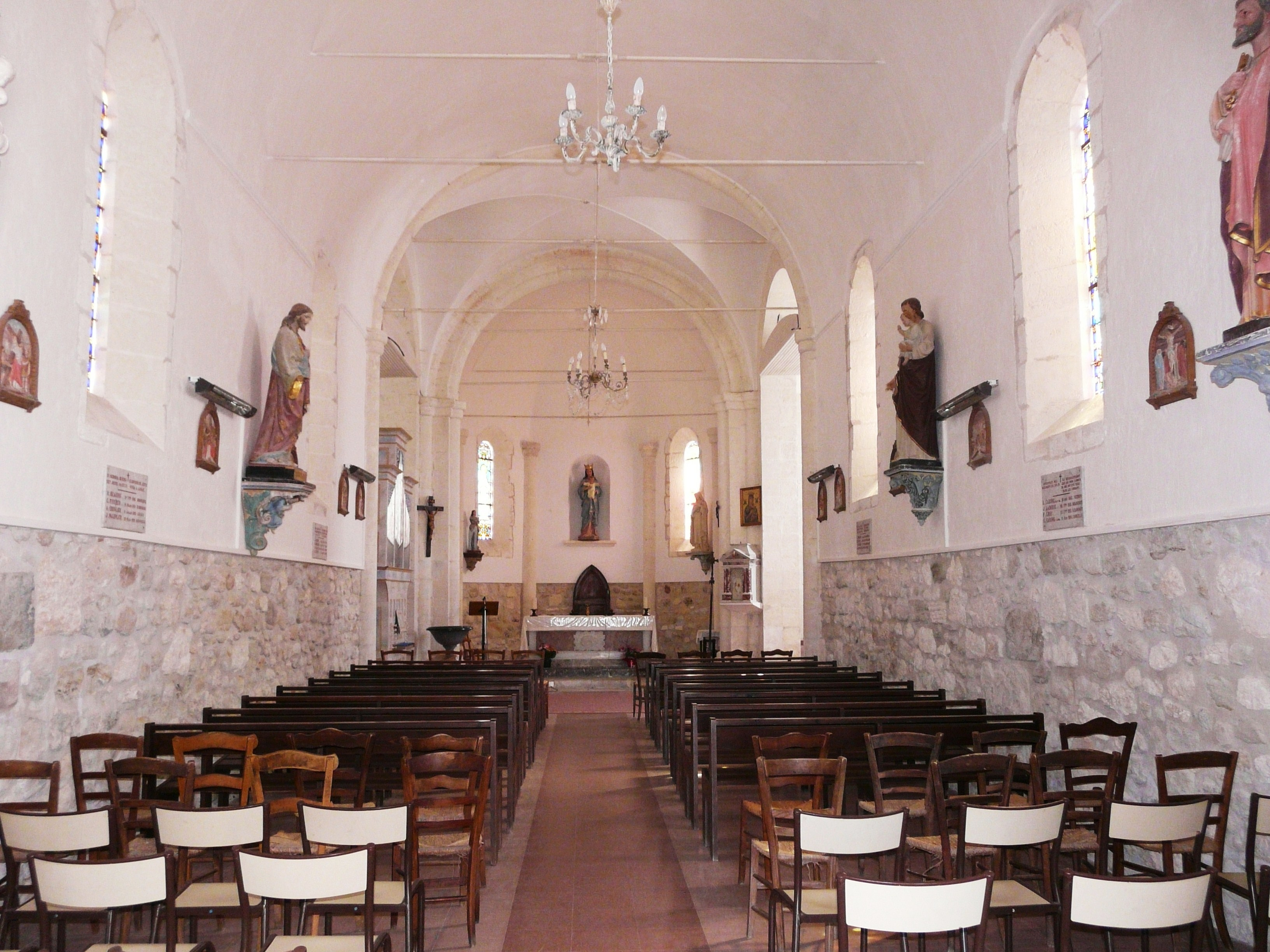
Интерьер церкви Успения Пресвятой Богородицы
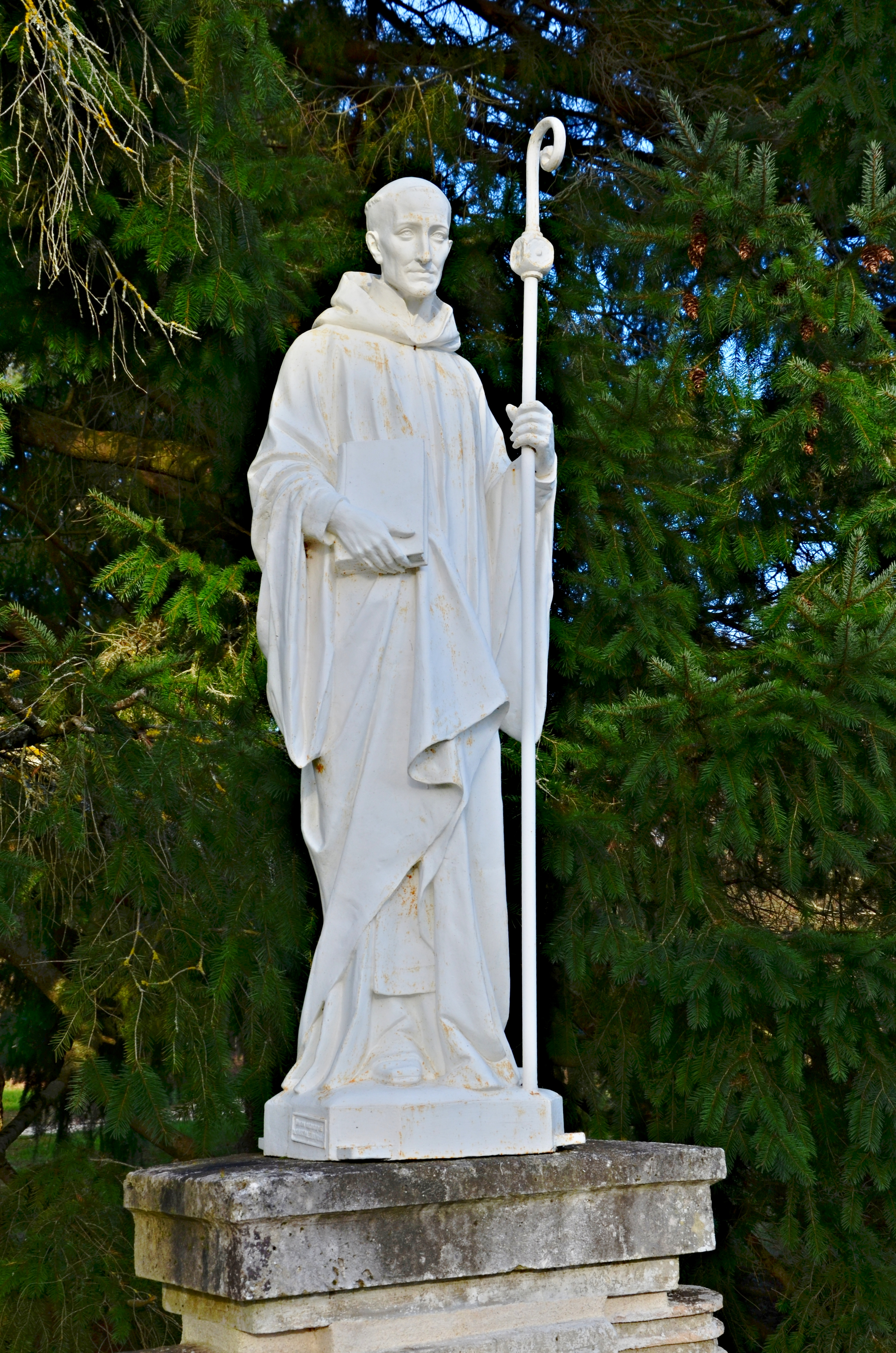
Ораторий Св. Бернарда
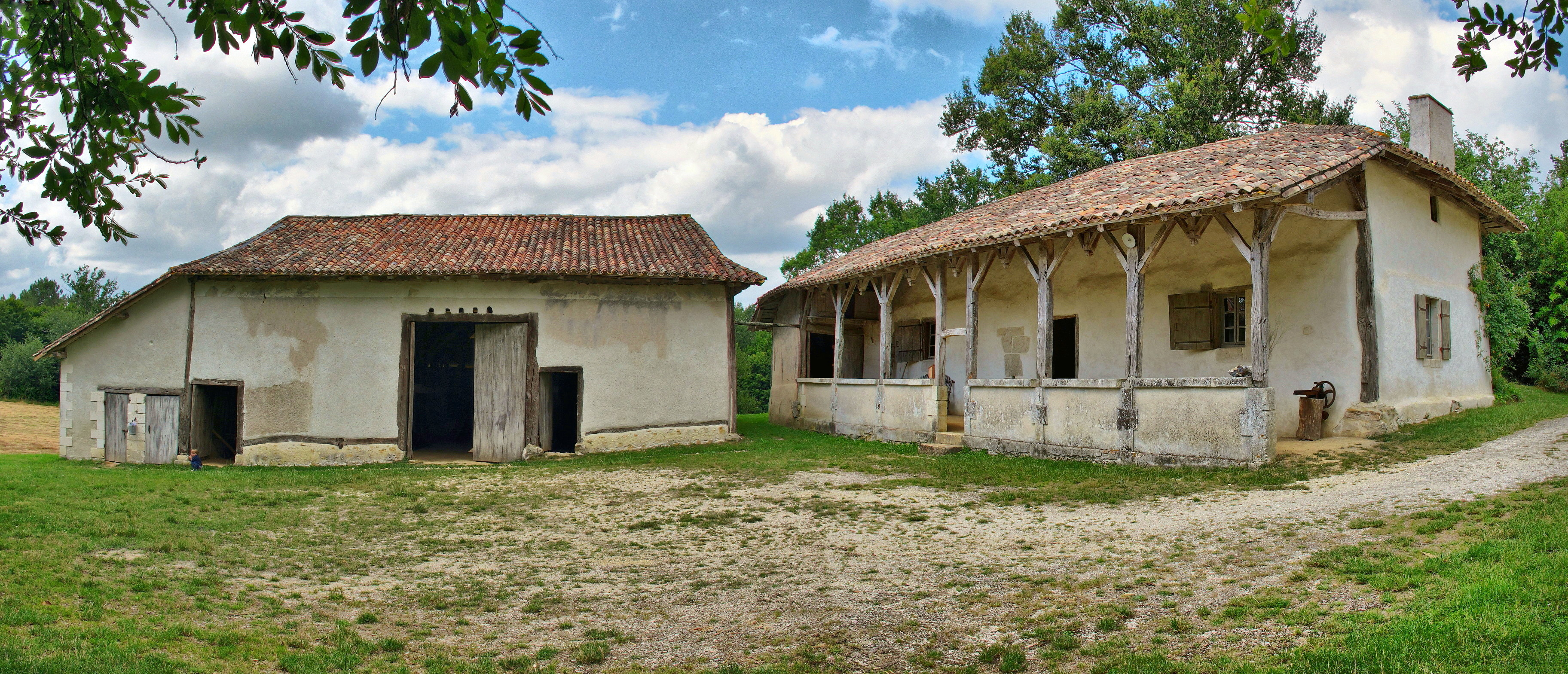
Поместье Парко
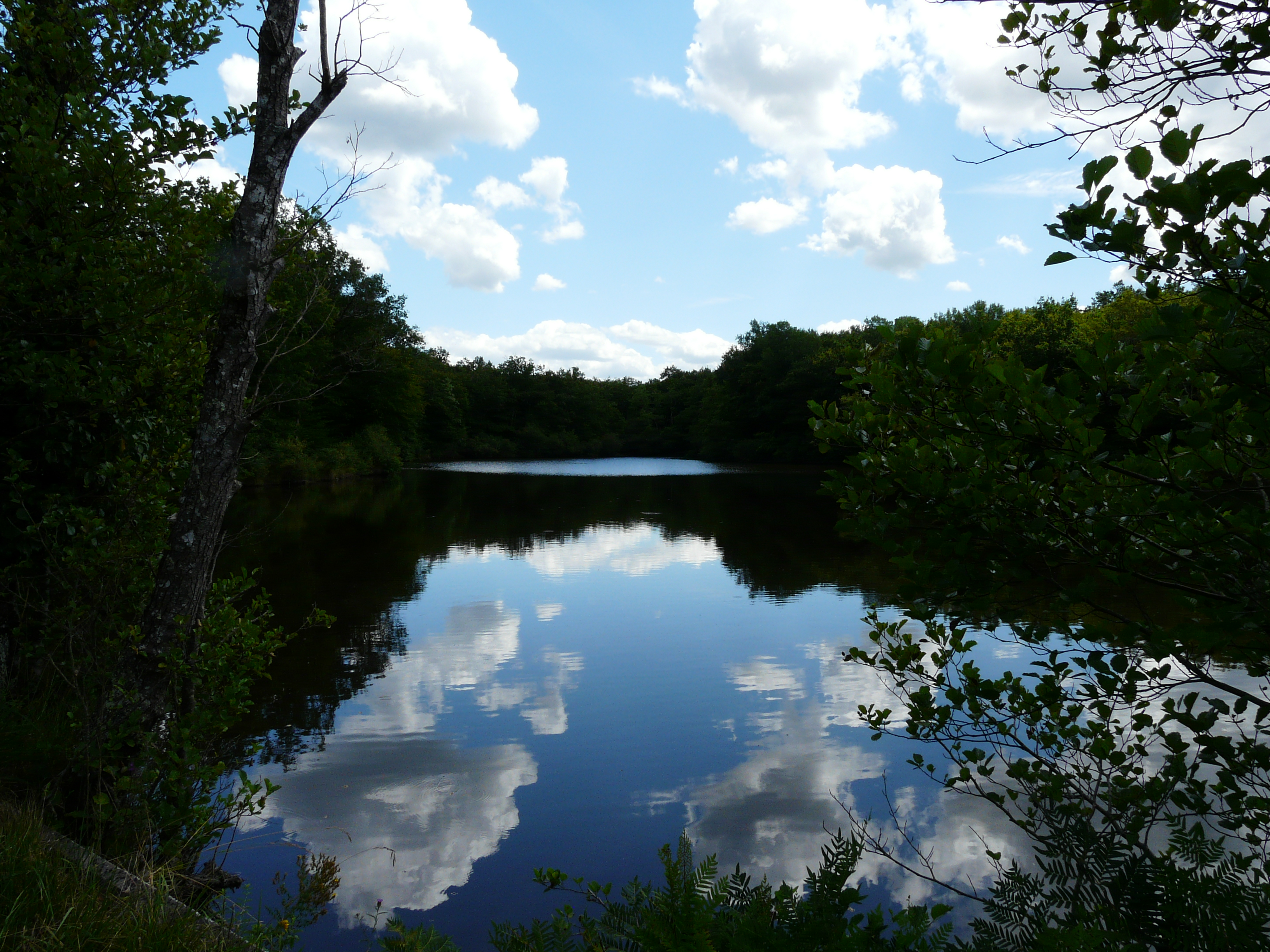
Озеро Эмушер